# حركة التنمية والتضامن
حركة التنمية والتضامن (بالفرنسية: Mouvement pour le Développement et la Solidarité)‏ هو حزب سياسي في بنين. في الانتخابات التشريعية التي أجريت في 30 مارس 2003، كان الحزب عضوا في الحركة الرئاسية، تحالف أنصار ماثيو كيريكو، الذي فاز في الانتخابات الرئاسية لعام 2001، وفاز بمقعد واحد من 83 مقعدا. وساعد في تشكيل الائتلاف "اتحاد يصنع الأمة"، حركة المعارضة الرئيسية لحكومة الرئيس يايي بوني بعد انتخابات 2011.